# Sisinios Ier de Constantinople
Sisinios ou Sisinnius Ier de Constantinople (en grec : Σισίνιος Α) est patriarche de Constantinople de 426 à 427.

## Biographie
Sisinios Ier exerce son bref patriarcat du 28 février 426 au 24 décembre 427.